# Beate
För potatissorten, se Beate (potatissort), för asteroiden (1043) Beate.

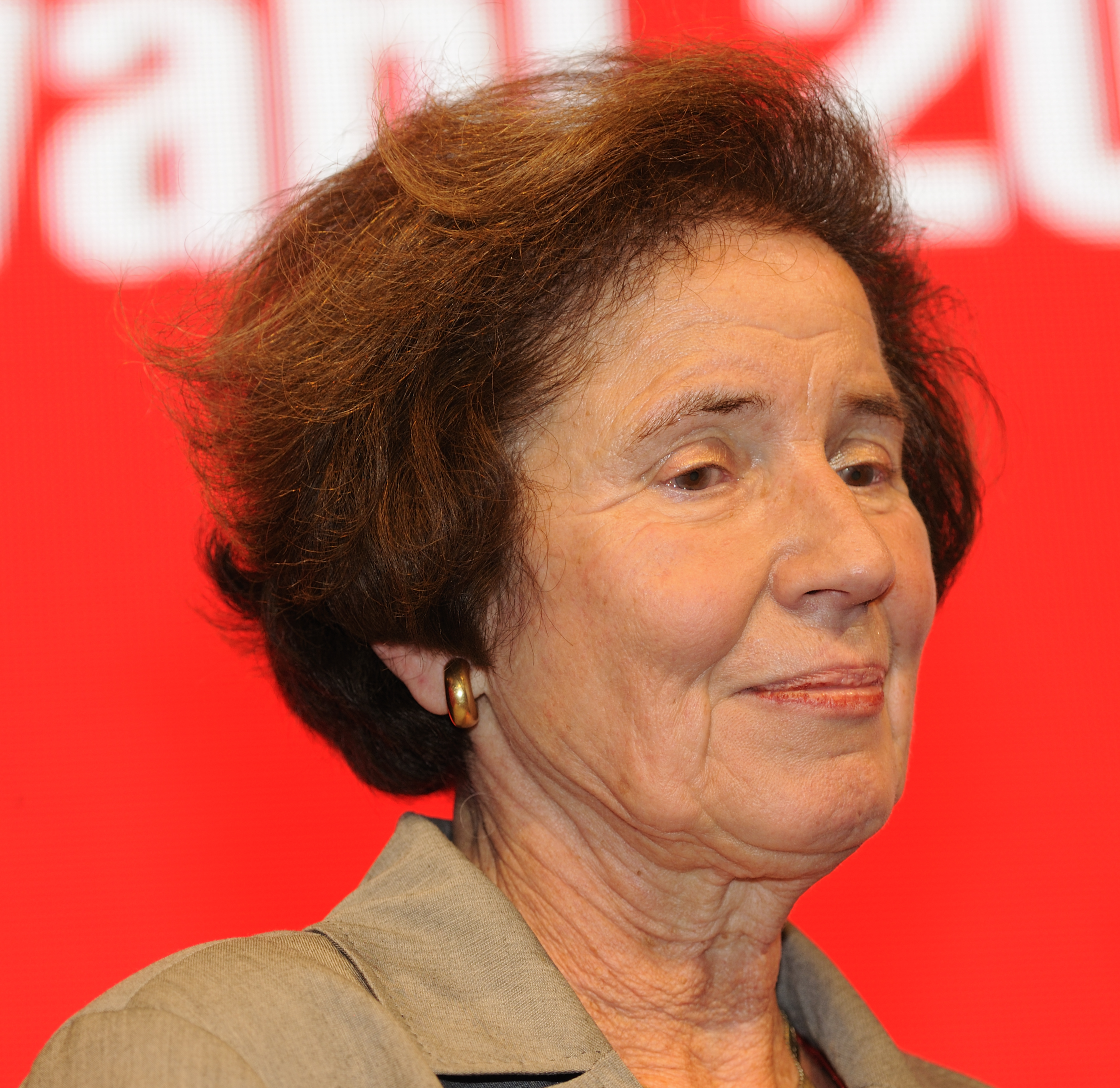
Beate Klarsfeld

Beate är en dansk, norsk och tysk form av det latinska kvinnonamnet Beata, som betyder lycklig. Namnet har funnits i Sverige sedan 1700-talet.
Den 31 december 2012 fanns det totalt 610 kvinnor folkbokförda i Sverige med namnet Beate, varav 205 bar det som tilltalsnamn.
Namnsdag: saknas

## Personer med namnet Beate
- Beate Andersen, dansk keramiker
- Beate Audum, norsk författare
- Beate Grimsrud, norsk författare och dramatiker
- Beate Klarsfeld, tysk-fransk journalist
- Beate Koch, tysk friidrottare
- Beate Sydhoff, svensk konstvetare och kulturråd